# Basil Bunting
Pour les articles homonymes, voir Bunting.
Basil Cheesman Bunting (né le 1er mars 1900 à Scotswood-on-Tyne – mort le 17 avril 1985 à Hexham) est un poète moderniste anglais.
Son œuvre la plus célèbre est Briggflatts, publié en 1966.

## Biographie
Issu d'une famille de Quakers de la région de Newcastle-on-Tyne, il étudia à Ackworth School (West Riding of Yorkshire) de 1912 à 1916 puis à Leighton Park School(Berkshire) de 1916 à 1918. Ses convictions de quaker expliquent son pacifisme et sa désertion lors de la mobilisation au début de la Première guerre mondiale : en 1918, les tribunaux ayant rejeté sa profession d'objecteur de conscience, il est arrếté et livré aux autorités militaires. Condamné en cour martiale pour désertion, il sera incarcéré un an dans les geôles de Wormwood Scrubs et de Winchester. Quoique l'un de ses amis, Louis Zukofsky, l'ait décrit comme un conservateur anti-fasciste, Bunting voyait plutôt ses principales sources d'inspiration dans « les prisons et la mer, le mysticisme quaker et le socialisme, une passion amoureuse déçue, les taudis de Lambeth et d'Hoxton... »
Après avoir traversé l'Europe du Nord, Bunting quitta la London School of Economics sans passer ses examens et s'établit en France. Là, en 1923, il se lie d'amitié avec Ezra Pound, qui lui dédiera dix ans plus tard Guide to Kulchur (1938). Entre février et octobre 1927, Bunting écrit articles et revues critiques pour The Outlook jusqu'à la disparition de ce magazine en 1928. Sa poésie est de plus en plus influencée par Ezra Pound, qu'il rejoint à Rapallo, dans l'Italie fasciste, où il s'installe avec sa famille entre 1931 et 1933. Il eut les honneurs du numéro spécial que consacra le magazine  Poetry à l'Objectivisme , de l’Objectivist Anthology, et de l’Active Anthology d’Ezra Pound.
Dans les années 1930, Bunting s’intéressa à la littérature médiévale perse, apprit même un peu de farsi, et se mit à publier des adaptations de poèmes de Ferdowsi, Menoutchehri, Saadi, Hafez et Obeid Zakani; leur recours à l'allitération paraît avoir déteint sur son propre style. Au cours de la Deuxième guerre mondiale, Bunting servit pour les services secrets britanniques en Perse. Après la guerre, en 1948, il aurait démissionné pour devenir correspondant de presse pour le Times de Londres ; mais selon une autre version, il avait épousé une jeune femme kurde, Sima Alladadian ; or, celle-ci étant considérée comme mineure par la loi britannique, Bunting aurait été mis à pied par les services diplomatiques.
De retour à Newcastle, il y a travaillé comme journaliste à l’Evening Chronicle jusqu'à ce que de jeunes poètes : Tom Pickard et Jonathan Williams (en), intéressés par le courant moderniste , le fassent re découvrir dans les années 1960. Son plus célèbre poème, Briggflatts (un village de Cumbria où il a été enterré depuis) paraît en 1965,.